# Sankt Georgs kapell
Sankt Georgs kapell är ett ortodoxt kapell beläget i Neiden i Sør-Varangers kommun i Finnmark, Norge. Det uppfördes för skolter 1565 och är Finnmarks äldsta kvarvarande kyrkobyggnad.
Sankt Georgs kapell byggdes av Trifon den helige 1565, samma år som han lät uppföra en kyrka i Borisoglebsk i samband med kristnandet av skolterna. Det är en liten, låg timmerbyggnad på 10 kvadratmeter. Innermåtten är 3,55 meter x 3,25 meter, med en högsta höjd till innertaket på 2,05 meter. I kyrkorummet finns 16 ryska panelikoner, samtliga troligen mer än ett hundra år gamla. 
Kapellet är inte byggd för liturgiskt bruk, utan snarare tänkt som ett bönehus och gravkapell. Kapellet har stor religiös och kulturell betydelse för skolterna.
Runt om kapellet finns en begravningsplats med ett stort antal gravar. Kapellet är ett byggnadsminne.
Det finns en ytterligare ortodox helig plats i kommunen, Trifongrottan, som ligger vid Bøkfjorden nära Pasvikälvens mynning. I den lilla grottan fanns förr i tiden en ortodox ikon av Jungfru Maria (Jesus mor), där samerna brukade be innan de åkte för att fiska.

## Bilder

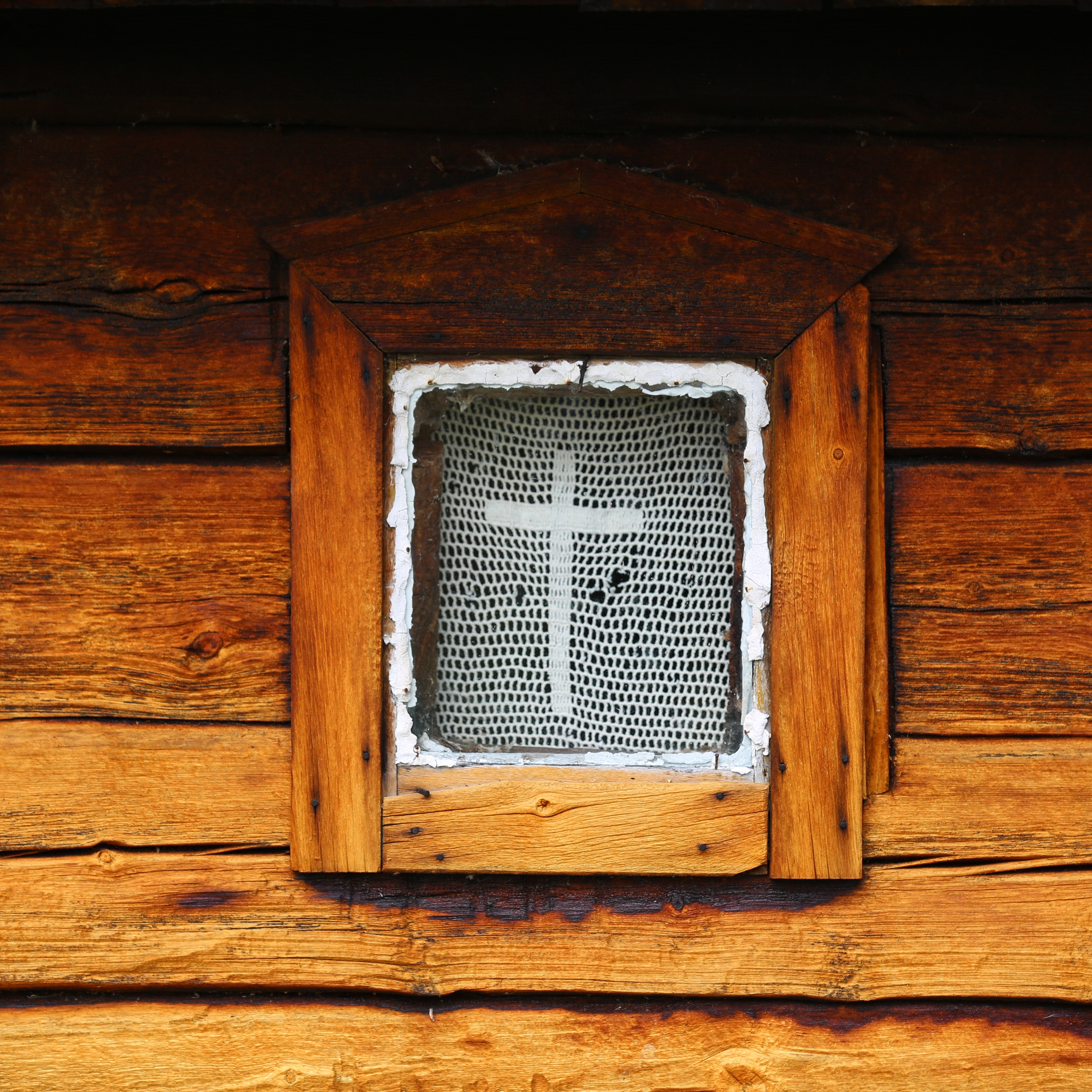
Fönster.
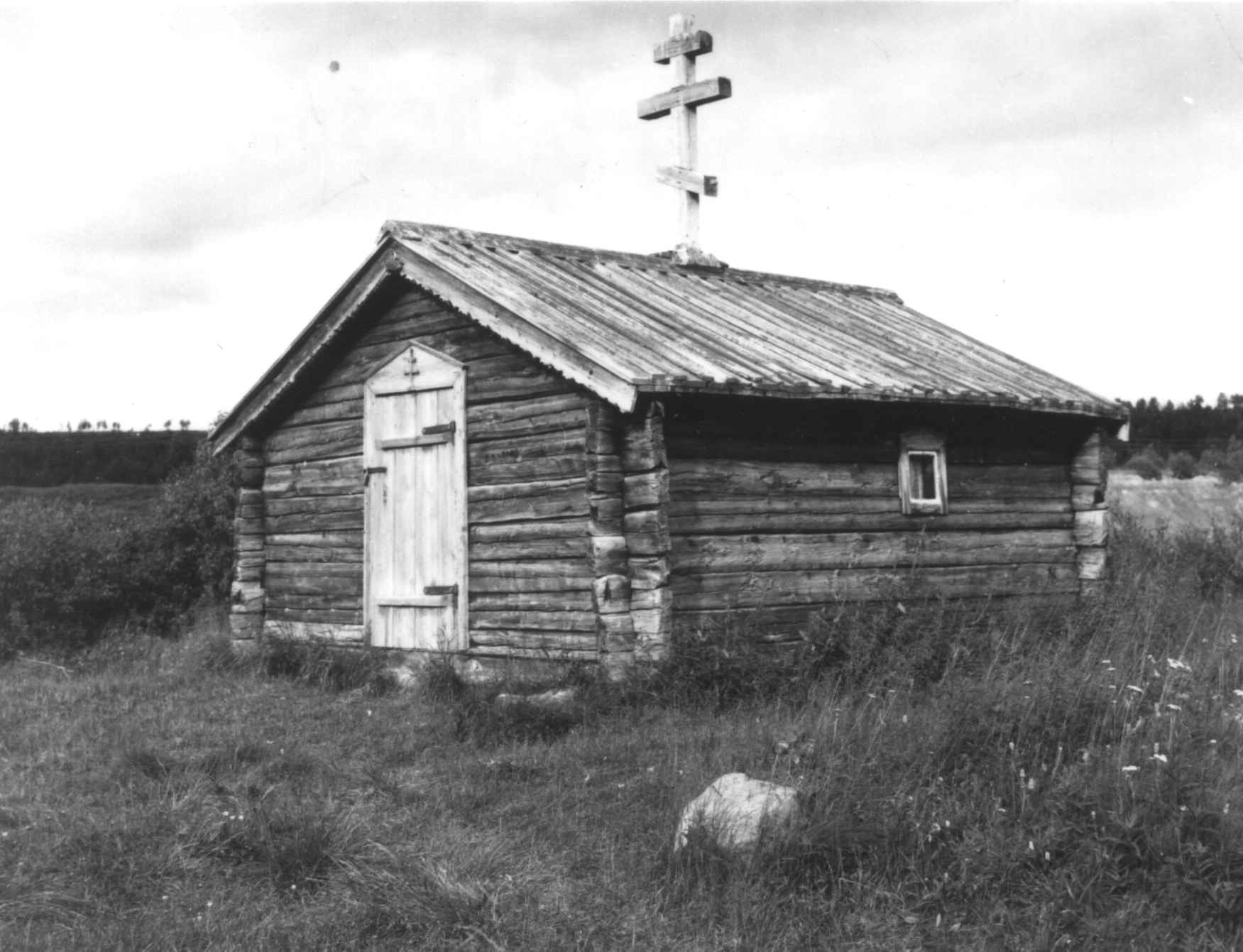
Sankt Georgs kapell 1968.